# Směska (tom wierszy)
Směska – cykl wierszy czeskiego poety Josefa Václava Sládka opublikowany w 1891, a następnie w 1907 w tomie dzieł zebranych. Był poświęcony pamięci siostry autora, Míny. Zebrane w nim utwory nawiązywały do twórczości ludowej i były programowo odmienne od publikowanych w tym czasie wierszy naśladujących parnasistowską poezję zachodnioeuropejską. Są przeważnie ujęte w proste czterowersowe strofy.